# Eois imitata
Eois imitata là một loài bướm đêm trong họ Geometridae.